# 徳島障害者職業センター
徳島障害者職業センター（とくしましょうがいしゃしょくぎょうセンター）は、徳島県徳島市出来島本町にある高齢・障害・求職者雇用支援機構が運営している施設。

## 概要
2002年（平成14年）12月にオープン。徳島公共職業安定所（ハローワーク徳島）を併設している。
障害者の雇用の促進等に関する法律に基づき、ハローワーク及び関係機関と連携し、広く事業主一般、障害者、関係機関の方々を対体制等象に、職業リハビリテーションに関する事業を行っている。

## 施設
- 1F
  - ハローワーク徳島
- 2F
  - ハローワーク徳島
- 3F
- 4F
  - 徳島障害者職業センター
- 5F
  - 徳島障害者職業センター

## 施設概要
- 所在地：〒770-0823 徳島県徳島市出来島本町1丁目5番地
- 構造：S造5階建
- 延床面積：約3,100m2[2]
- 完成年月：2002年（平成14年）12月

## 交通
- JR徳島駅から徒歩で約5分。
- 徳島空港からJR徳島駅までバスで約24分。
- 徳島自動車道「徳島インターチェンジ」から車で約20分。